# 愛宕通晴
愛宕通晴（おたぎ みちはれ、延宝元年（1673年）8月2日 - 元文3年（1738年）10月2日）は、江戸時代中期の公卿。初名は愛宕通統。

## 官歴
- 貞享3年（1686年）：従五位上、侍従
- 元禄3年（1690年）：正五位下
- 元禄4年（1691年）：左少将
- 元禄7年（1694年）：従四位下
- 元禄10年（1697年）：右中将
- 元禄12年（1699年）：従四位上
- 元禄15年（1702年）：正四位下
- 宝永3年（1706年）：従三位
- 正徳3年（1713年）：正三位
- 享保7年（1722年）：参議、左中将
- 享保10年（1729年）：従二位
- 享保13年（1732年）：権中納言

## 系譜
- 父：愛宕通福
- 母：千種有能の娘
- 養子：愛宕通貫（清閑寺治房の子）